# GNB1
GNB1 (англ. G protein subunit beta 1) – білок, який кодується однойменним геном, розташованим у людей на короткому плечі 1-ї хромосоми.  Довжина поліпептидного ланцюга білка становить 340 амінокислот, а молекулярна маса — 37 377.
| 10         |  | 20         |  | 30         |  | 40         |  | 50         |
| ---------- |  | ---------- |  | ---------- |  | ---------- |  | ---------- |
| MSELDQLRQE |  | AEQLKNQIRD |  | ARKACADATL |  | SQITNNIDPV |  | GRIQMRTRRT |
| LRGHLAKIYA |  | MHWGTDSRLL |  | VSASQDGKLI |  | IWDSYTTNKV |  | HAIPLRSSWV |
| MTCAYAPSGN |  | YVACGGLDNI |  | CSIYNLKTRE |  | GNVRVSRELA |  | GHTGYLSCCR |
| FLDDNQIVTS |  | SGDTTCALWD |  | IETGQQTTTF |  | TGHTGDVMSL |  | SLAPDTRLFV |
| SGACDASAKL |  | WDVREGMCRQ |  | TFTGHESDIN |  | AICFFPNGNA |  | FATGSDDATC |
| RLFDLRADQE |  | LMTYSHDNII |  | CGITSVSFSK |  | SGRLLLAGYD |  | DFNCNVWDAL |
| KADRAGVLAG |  | HDNRVSCLGV |  | TDDGMAVATG |  | SWDSFLKIWN |  |            |

A: Аланін

C: Цистеїн

D: Аспарагінова кислота

E: Глутамінова кислота

F: Фенілаланін

G: Гліцин

H: Гістидин

I: Ізолейцин

K: Лізин

L: Лейцин

M: Метіонін

N: Аспарагін

P: Пролін

Q: Глутамін

R: Аргінін

S: Серин

T: Треонін

V: Валін

W: Триптофан

Кодований геном білок за функцією належить до білків внутрішньоклітинного сигналінгу. 